# Daniela Iraschko-Stolz
Pour les articles homonymes, voir Stolz.
Daniela Iraschko, ou Daniela Iraschko-Stolz depuis son union civile, est une sauteuse à ski autrichienne, née le 21 novembre 1983 à Eisenerz, licenciée au club « WSV Eisenerz ». Elle est une des figures marquantes du saut à ski féminin, ayant dominé sa discipline depuis l'année 2000 jusqu'à nos jours.
Aux championnats du monde de ski nordique de 2011 à Oslo, elle est devenue championne du monde de saut à ski féminin. En 2014, Iraschko gagne la médaille d'argent au premier concours olympique de saut à ski féminin derrière Carina Vogt. En 2015, elle remporte le classement général de la Coupe du monde.
Elle pratique également le football à haut niveau ; elle occupe en 2010 le poste de gardien de but du FC Wacker Innsbruck, elle a également été championne d'Autriche 2009 de football avec son club du SV Neulengbach.

## Biographie
Daniela Iraschko n'a jamais fait mystère de son homosexualité ; elle révèle à l'été 2012 qu'elle vit en couple depuis plusieurs années avec Isabel Stolz, une femme médecin d'Innsbruck. Le 31 août 2013, elles officialisent leur relation par une union civile à Innsbruck, ; Daniela prend alors le nom d’« Iraschko-Stolz ».

## Parcours sportif
En 2000, alors que le saut à ski féminin est encore un sport confidentiel, sans aucune compétition internationale, Daniela Iraschko remporte le Holmenkollen skifestival, ainsi qu'en 2001, 2003 et 2004. Elle remporte aussi le Festival olympique de la jeunesse européenne en 2001.
Le 29 janvier 2003, elle marque le saut à ski de son empreinte en étant la première femme à sauter plus de 200 mètres sur le tremplin de Kulm à Bad Mitterndorf pendant les entraînements d'une Coupe du monde messieurs.

### Championnats du monde et Jeux olympiques
Bien que Daniela Iraschko ait dominé la saison hivernale 2008/2009 avec six podiums dont cinq victoires depuis le 10 janvier, elle ne prend que la quatrième place lors du premier championnat du monde du saut à ski féminin à Liberec le 20 février 2009.
Lors de l'édition 2011 des championnats du monde, elle devient la première autrichienne championne du monde de saut à ski en devançant l'Italienne Elena Runggaldier et la Française Coline Mattel. 
Pour son prochain championnat, les Jeux olympiques de Sotchi en 2014, où les femmes concourent pour la première fois en saut à ski, elle remporte la médaille d'argent à un point seulement de Carina Vogt et ce grâce au plus long saut du jour (104,5 mètres).
Aux Championnats du monde 2015, elle remporte sa deuxième médaille mondiale avec le bronze lors du concours individuel.
Aux Championnats du monde 2017, elle est seulement neuvième en individuel, mais prend la médaille d'argent par équipes mixtes.
En 2018, elle aborde les Jeux olympiques de Pyeongchang, avec une victoire à son actif à Ljubno, mais loupe le podium le jour-J, se classant sixième.
Un an plus tard, aux Mondiaux de Seefeld en Autriche, elle est médaillée d'argent à la première épreuve par équipes féminine en championnat du monde avec Jacqueline Seifriedsberger, Chiara Hölzl et Eva Pinkelnig, avant de remporter son troisième podium individuel avec la médaille de bronze ; le titre revenant à Maren Lundby.
Lors des Jeux olympiques d'hiver de 2022, elle est disqualifiée de l'épreuve par équipes mixtes pour une combinaison non conforme, deux jours après terminé 12e de l'épreuve féminine.

### Coupe continentale
Elle prend part à la Coupe continentale à partir de 2004, où elle enchaîne deux victoires à Park City. Elle est troisième au classement général pour sa saison inaugurale. À l'été 2007, elle revient en haut du podium à Ramsau, et deux fois à Park City. En 2009, elle récolte cinq autres succès et prend la deuxième place au classement général.
Elle devient alors la sauteuse dominatrice du circuit mondial, car la saison suivante, elle réalise de multiples doublés à Vikersund, Notodden, Schonach, Ljubno et Zakopane, qui contribue à sa première victoire au classement général.

### Coupe du monde
Pour la première saison de Coupe du monde en 2012, Daniela Iraschko est dès l'automne 2011 une des principales favorites avec Coline Mattel pour le classement général. Elle remporte deux victoires, pour un total de sept podiums. Elle termine à la deuxième place du classement général derrière Sarah Hendrickson.
Elle fait partie des favorites de la saison 2013,,,,.
Elle n'a pu défendre ses chances aux Championnats du monde de Val di Fiemme à cause d'une importante blessure au genou gauche qui la priva de compétition durant de nombreux mois.
Lors de la Coupe du monde 2013-2014, elle retrouve les podiums dès la première épreuve le 7 décembre 2013 à Lillehammer, puis gagne deux concours à Planica les 25 et 26 janvier 2014, à moins de deux semaines des Jeux olympiques de Sotchi.
Lors de la saison 2014-2015, elle est se retrouve régulièrement sur les podiums et enchaîne même trois victoires (deux à Oberstdorf et une à Hinzenbach) et se retrouve en tête du classement général de la Coupe du monde début février devant Carina Vogt et Sara Takanashi, jusque-là dominatrice du saut mondial. Elle gagne finalement la Coupe du monde devant Takanashi.
En 2015-2016, les rôles sont inversés, Takanashi battant Iraschko au classement général. L'Autrichienne gagne ses onzièmes et douzièmes victoires à Nijni Taguil et Ljubno. Ljubno est aussi lieu de sa prochaine victoire en 2018.
Lors de la saison 2018-2019, même si elle n'est que huitième du classement général, elle décroche trois nouvelles victoires, dont ses deux premières en dehors d'Europe au Japon, à Sapporo et Zaō ainsi que le concours d'Holmenkollen.
L'hiver suivant, elle se place sixième au classement général, mais ne compte que deux troisièmes places en individuel à sapporo et Oberstdorf. Elle gagne tout de même deux concours par équipes féminins à Zao et Ljubno.

### Grand-Prix
Elle détient une seule victoire dans cette compétition estivale en 2012 à Hinterzarten.

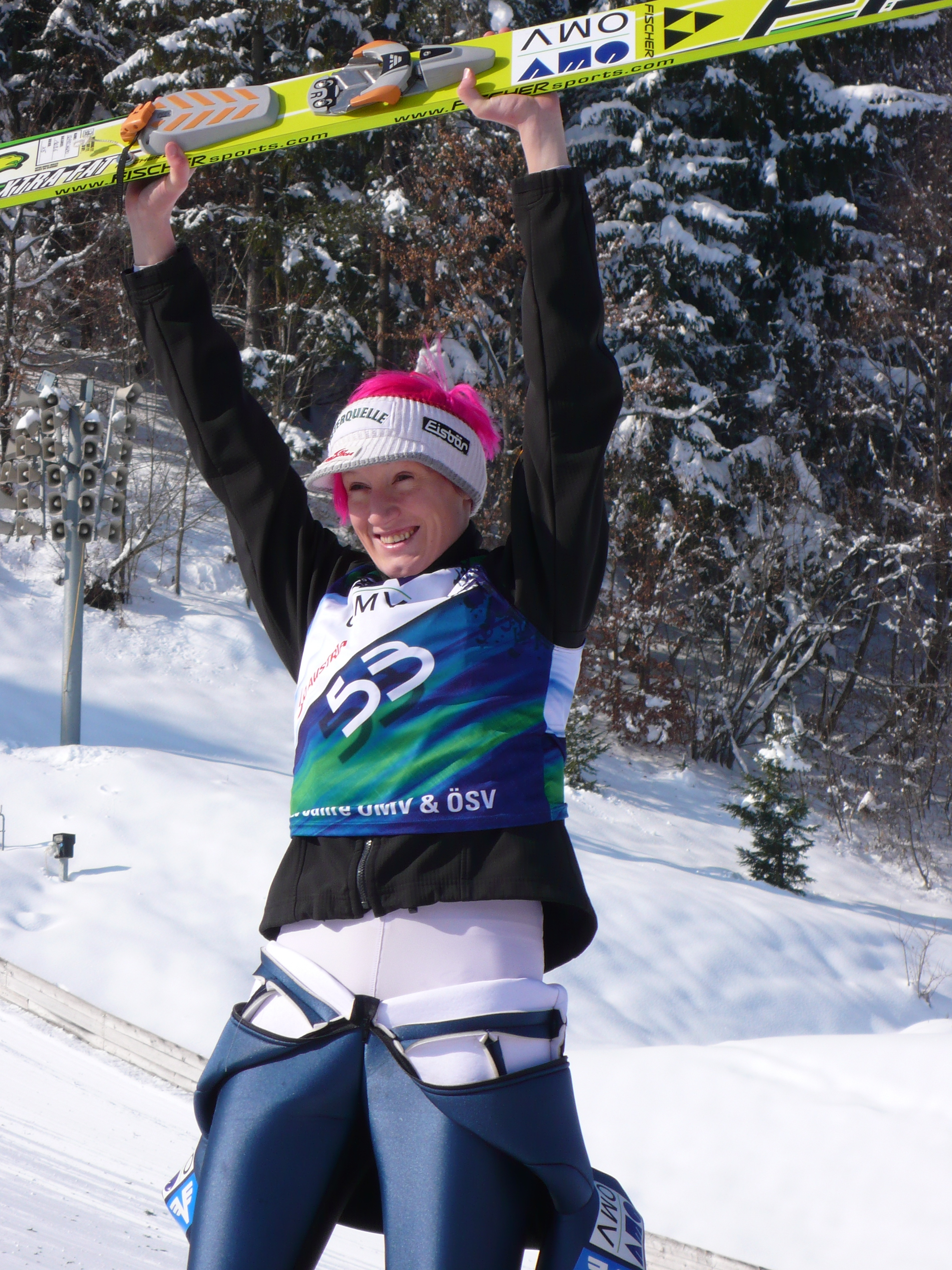
Daniela Iraschko : victoire à Villach en 2010.
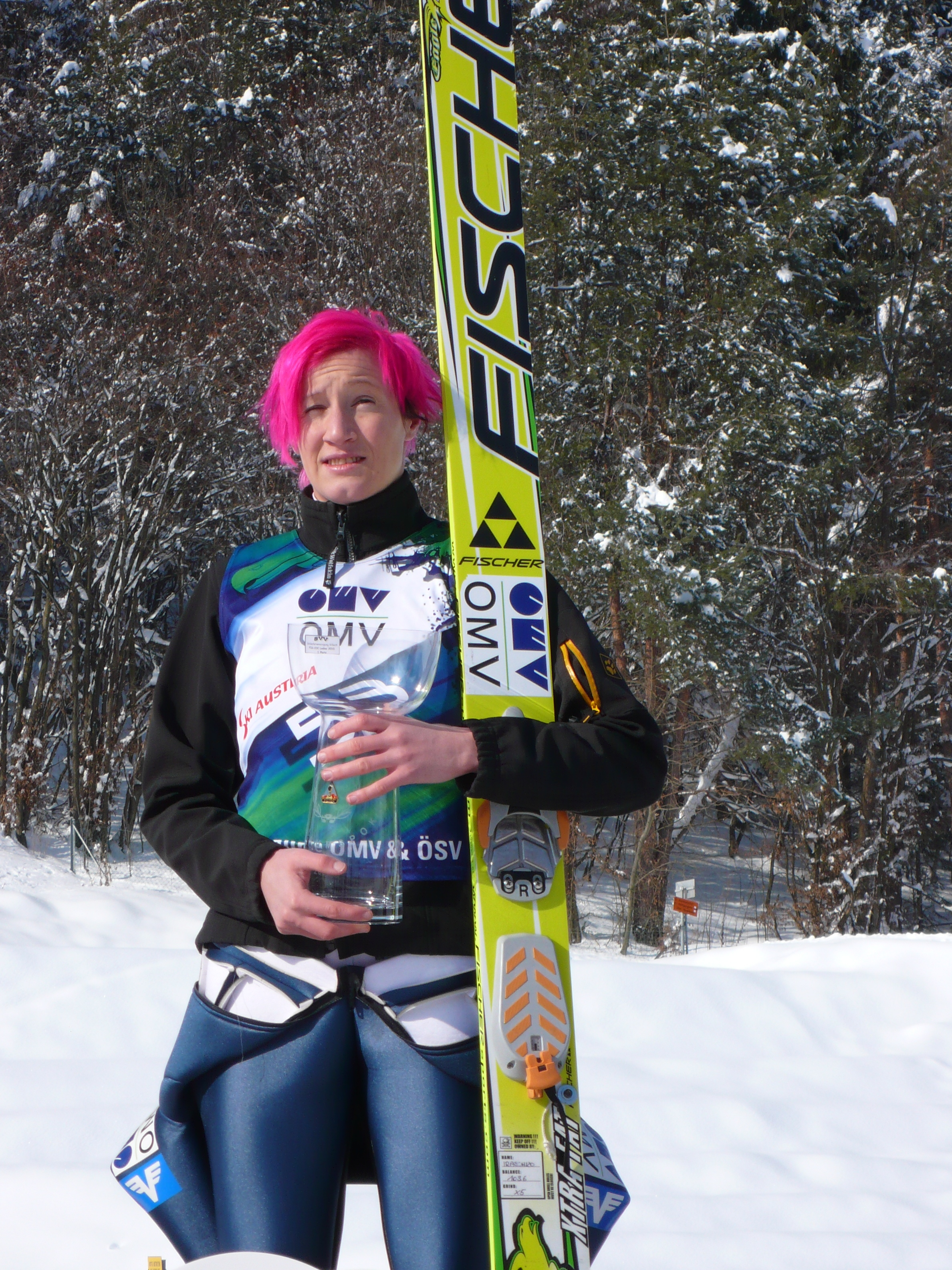
Daniela « Pinky[23] » Iraschko.

## Palmarès

### Jeux olympiques
| Épreuve / Édition | Sotchi 2014 | Pyeongchang 2018 | Pékin 2022 |
| Individuelle      | Argent      | 6e               | 12e        |

### Championnats du monde
| Épreuve / Édition  | Liberec 2009                     | Oslo 2011                        | Falun 2015                       | Lahti 2017                       | Seefeld 2019                     | Oberstdorf 2021 |
| Petit Tremplin     | 4e                               | Or                               | Bronze                           | 9e                               | Bronze                           |                 |
| Grand Tremplin     | Épreuve inexistante à cette date | Épreuve inexistante à cette date | Épreuve inexistante à cette date | Épreuve inexistante à cette date | Épreuve inexistante à cette date |                 |
| Par équipes mixtes |                                  |                                  | 4e                               | Argent                           | Argent                           | Bronze          |
| Par équipes        | Épreuve inexistante à cette date | Épreuve inexistante à cette date | Épreuve inexistante à cette date | Épreuve inexistante à cette date | Argent                           | Or              |

### Coupe du monde
- 1 gros globe de cristal en 2015.
- 53 podiums individuels, dont 16 victoires.
- 5 podiums par équipes, dont 3 victoires.
- 2 podiums par équipes mixte.

#### Classements généraux annuels
| Année | Rang |
| 2012  | 2e   |
| 2013  | 10e  |
| 2014  | 5e   |
| 2015  | 1re  |
| 2016  | 2e   |
| 2017  | 6e   |
| 2018  | 7e   |
| 2019  | 8e   |
| 2020  | 6e   |
| 2021  | 5e   |

#### Victoires
| Année | Lieu                                                                                   |
| 2012  | Hinzenbach (Autriche) 2×                                                               |
| 2013  | Sotchi (Russie)                                                                        |
| 2014  | Planica (Slovénie) 2×                                                                  |
| 2015  | Oberstdorf (Allemagne) 2×, Hinzenbach (Autriche), Râșnov (Roumanie), Ljubno (Slovénie) |
| 2016  | Nijni Taguil (Russie), Ljubno (Slovénie)                                               |
| 2018  | Ljubno (Slovénie)                                                                      |
| 2019  | Zaō (Japon), Sapporo (Japon), Oslo (Norvège)                                           |

### Coupe continentale
- Meilleur classement général : 1re en 2009/2010, 2010/2011 et 2011/2012.
- Meilleur classement général estival : 1re en 2010.
- 89 podiums dont 51 victoires.

Palmarès à l'issue de la saison 2018-2019

### Universiades
- Médaille d'or en 2005 et 2007.